# Castlevania: Vampire's Kiss
Castlevania: Vampire's Kiss (悪魔城ドラキュラXX, Akumajō Dorakyura Daburuekkusu, lit. Demon Castle Dracula Double X) es la adaptación para la consola Super Nintendo del videojuego Akumajō Dracula X: Rondo of Blood que salió para  PC Engine el 23 de julio de 1995, aunque Dracula X no es exactamente igual a la versión original, a diferencia de Castlevania: The Dracula X Chronicles para PlayStation Portable, que es igual a la versión de PC Engine. En Norteamérica el juego fue conocido como Castlevania: Dracula X.

## Historia
El protagonista, Richter Belmont, es descendiente del clan Belmont, y deberá derrotar al conde Drácula, quien fue resucitado y secuestró a su prometida, Anette Renard, y a su hermana Maria Renard. Este juego fue alguna vez, de acuerdo a la cronología oficial, el predecesor de Castlevania: Symphony of the Night, pero hay algunas cosas que no concuerdan, como las escenas de la batalla contra Drácula (aunque tampoco forma parte de la cronología oficial).

## Modificaciones
En este Castlevania los niveles fueron completamente rediseñados, y se acortó el número de niveles total que tenía la versión original. Además, en esta entrega María ya no puede ser utilizada como personaje jugable, y ya no se tienen que rescatar a las dos aldeanas que fueron secuestras en Rondo of Blood. Por otra parte, el sacerdote oscuro Shaft ya no está presente en la versión de SNES, a pesar de que ambos juegos tienen la misma historia básica.
A diferencia de otros juegos de Castlevania, la jugabilidad es diferente, ya no se te indica el mundo en que estás, y desde el principio el látigo está en su máximo nivel. Además, cada vez que cambias una sub-arma por otra puedes volver a seleccionar la que tenías antes.